# Verreiker

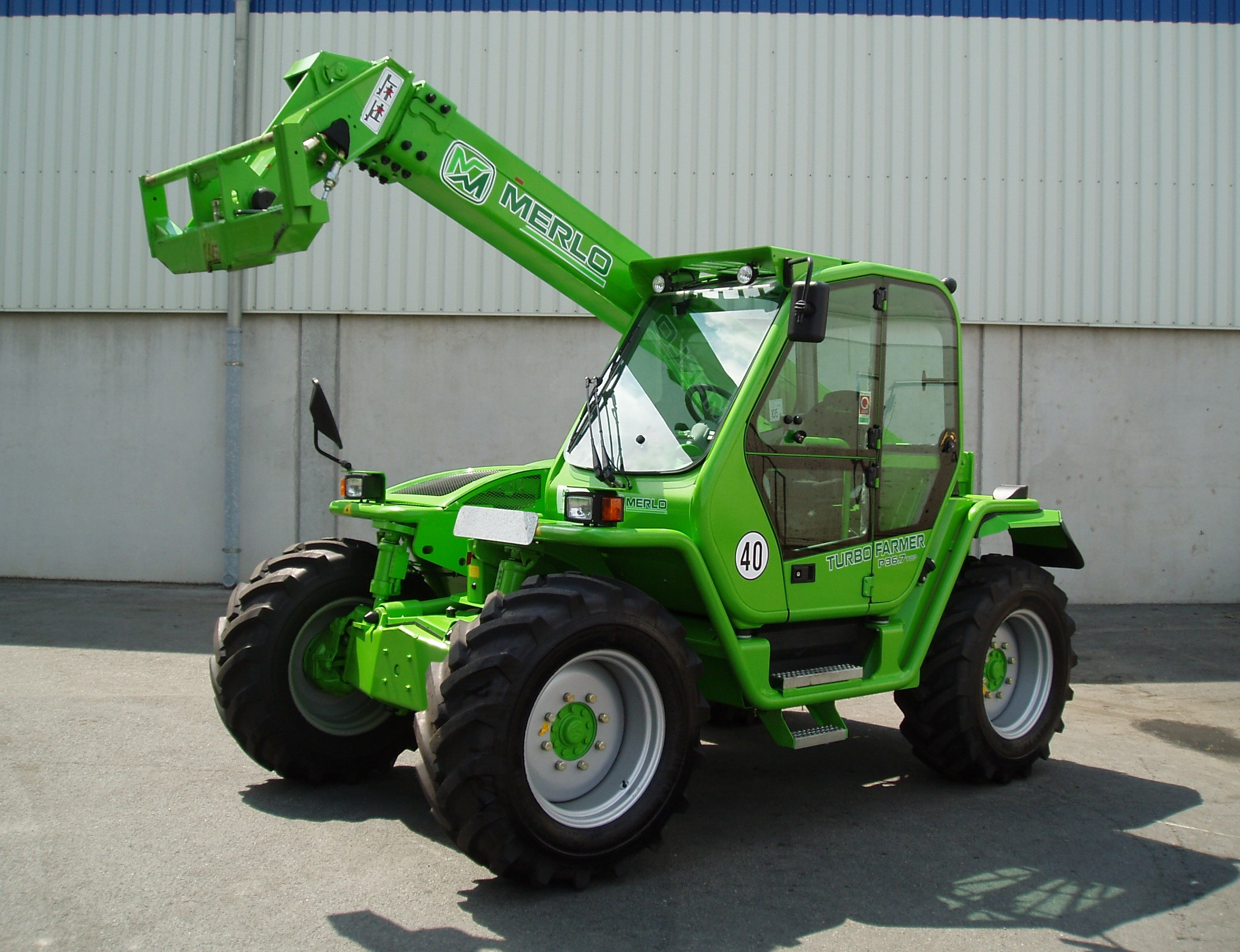
Verreiker met vaste telescooparm waarop het frame voor aanbouwdelen zit

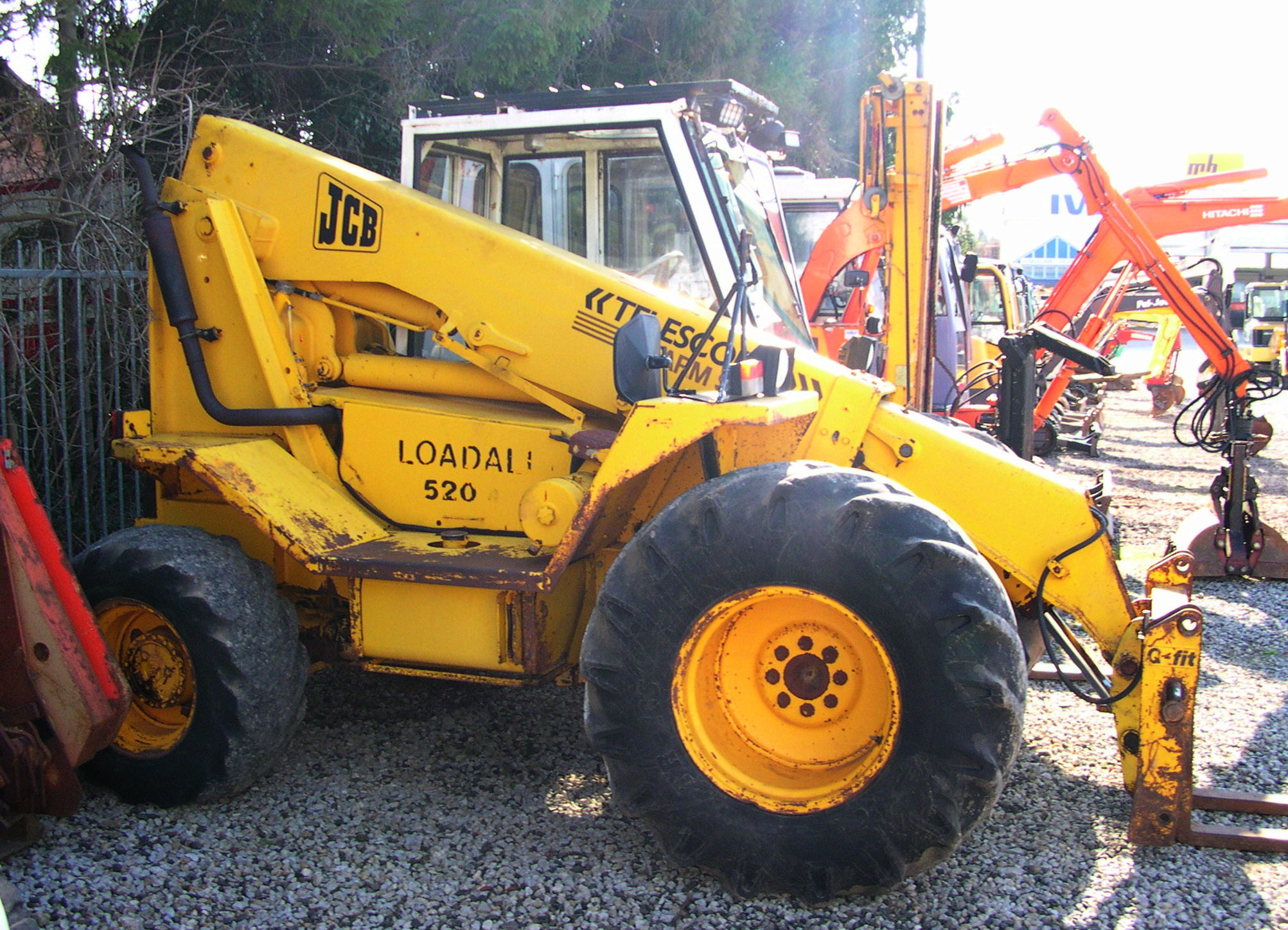
JCB Loadall 520

Een verreiker, soms ook telescooplader genoemd, is een voertuig dat gebruikt wordt om zware lasten te tillen en verplaatsen aan de hand van een scharnierende telescooparm. Verreikers worden gebruikt voor agrarische, industriële en infrastructuurbouwdoeleinden. Het voertuig kan ook voor hijsklusjes ingezet worden. Een verreiker heeft echter weinig capaciteit in vergelijking met een (mobiele) hijskraan, zodat voor grotere hijsklussen het gebruik van een kraan meer voor de hand ligt. De machine kan ook voor klein grondverzet worden gebruikt, maar ook hier geldt dat bijvoorbeeld een motorlaadschop al snel praktischer en efficiënter is. Verreikers kunnen worden onderverdeeld in deze met een roterende bovenwagen, waar Merlo in 1991 de eerste fabrikant was, of met een conventionele vaste telescooparm zoals vaak gebruikt in de landbouw. De mogelijkheid om verschillende aanbouwonderdelen aan de telescooparm te bevestigen maakt de verreiker een veelzijdige machine.

## Geschiedenis
In 1949 werd de Cary-Lift 's werelds eerste voorwaarts reikende handling- en hefmachine voor ruw terrein.  Deze machine van het Amerikaanse Pettibone had twee niet telescopische hefarmen waartussen de centrale cabine paste.  Deze machine neigde meer naar een moderne shovel en stond nog veraf van wat als verreiker wordt beschouwd. In 1970 bracht Pettibone de Extendo Model 88 op de markt.  Deze machine had wel een telescopisch uitschuifbare hefarm en kan daarom beschouwd worden als de eerste verreiker.  Volgens David Phillips, directeur van Off-Highway Research, werd de eerste verreiker echter in 1957 gebouwd door de Franse fabrikant Sambron.  Nochtans zijn er weinig bronnen die deze bewering bevestigen. In 1974 lanceerde Liner Concrete Machinery Company of Gateshead, Tyne & Wear de Giraffe 243 die een zijdelings geplaatste cabine had zoals de meeste moderne conventionele verreikers.  De JCB Loadall 520 verreiker werd geïntroduceerd in 1977 en was in tegenstelling tot de Giraffe 243 ontzettend populair bij landbouwers. 

## Werking
Een verreiker wordt meestal aangedreven door een dieselmotor. Deze dieselmotor drijft een hydraulische pomp aan die de bewegingen van de telescooparm aanstuurt. Deze telescooparm kan scharnierend omhoog en omlaag bewegen dankzij een of meerdere hydraulische cilinders. Bovendien kan de telescooparm zelf telescopisch uitschuiven dankzij de hydraulische pomp van de verreiker. De telescooparm zorgt ervoor dat de verreiker, zoals zijn naam al doet vermoeden, over een groot bereik lasten kan verplaatsen. Op het uiteinde van de telescooparm zit een frame dat toelaat om aanbouwonderdelen te bevestigen. Dit frame is hydraulisch kantelbaar waardoor aanbouwonderdelen zoals een grondbak kunnen worden bediend. De verreiker is dankzij zijn bodemvrijheid en bandenprofiel goed geschikt voor ruw terrein. Sommige verreikers hebben cabines die samen met de telescooparm omhoog en omlaag bewegen. De moderne verreiker heeft permanente vierwielaandrijving met een pendelende achteras voor optimale off-road mobiliteit met maximale tractie. Nog kenmerkend voor moderne verreikers zijn de drie besturingsmodi in relatie tot de assen van het voertuig:

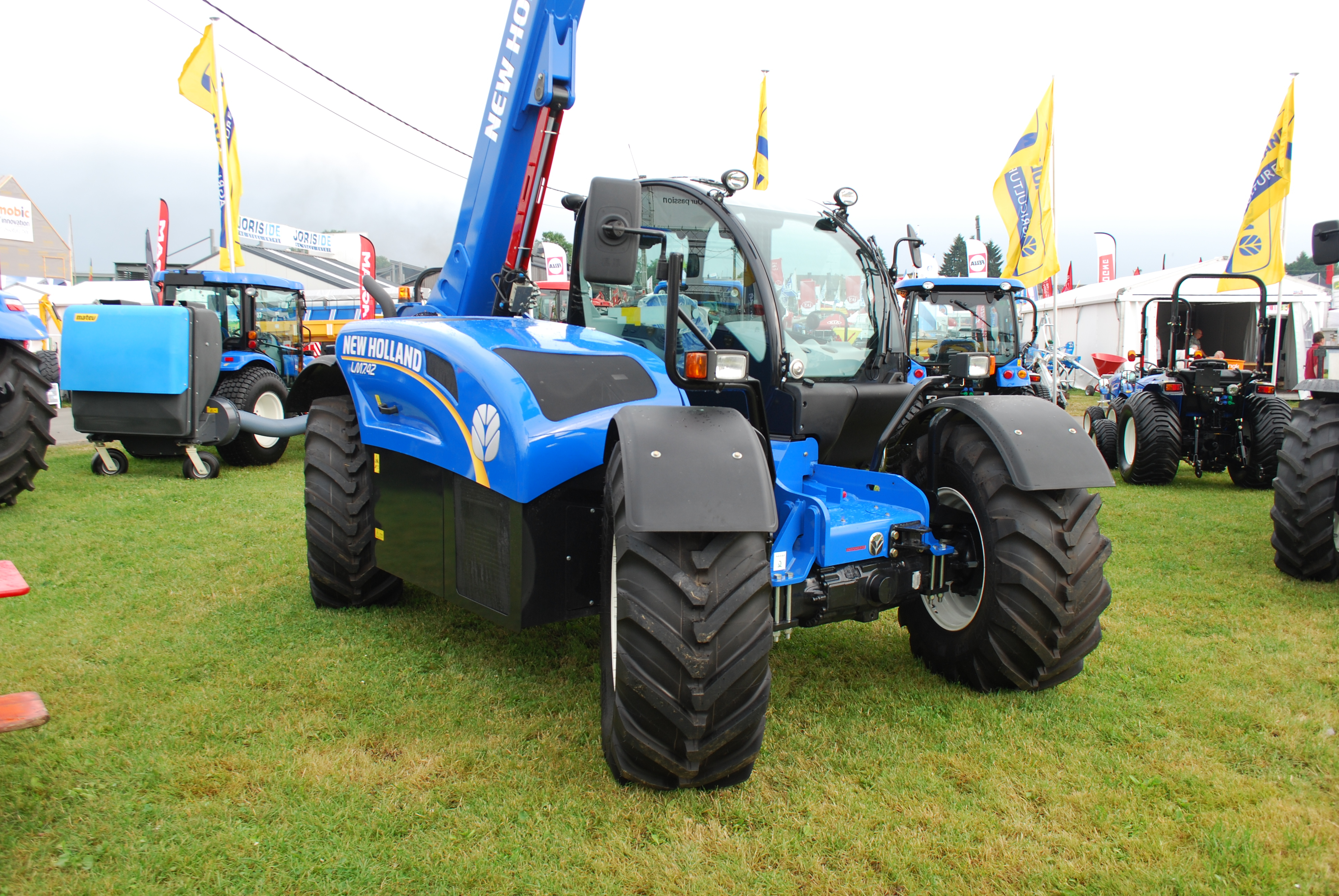
Verreiker in hondengang

- Voorasbesturing (enkel de voorste wielen sturen mee voor het snel rijden op de weg)
- Gesynchroniseerde besturing (alle wielen sturen; bijvoorbeeld de vooras naar links en de achteras naar rechts voor de kleinste draaicirkels)
- Hondengang (alle wielen sturen; bijvoorbeeld de vooras naar rechts en de achteras ook naar rechts voor kleine zijwaartse bewegingen)

De machine dankt zijn succes mede aan de mogelijkheid om verschillende aanbouw(onder)delen aan de telescooparm te kunnen bevestigen. Onder andere een hijsjib (al dan niet met hijslier), vorkenbord voor pallets en een grondverzetbak worden vaak gebruikt, maar de mogelijkheden zijn legio. Het wisselen van voorzetstuk – en dus van de rol van de machine – neemt weinig tijd in beslag.

### Roterende bovenwagen

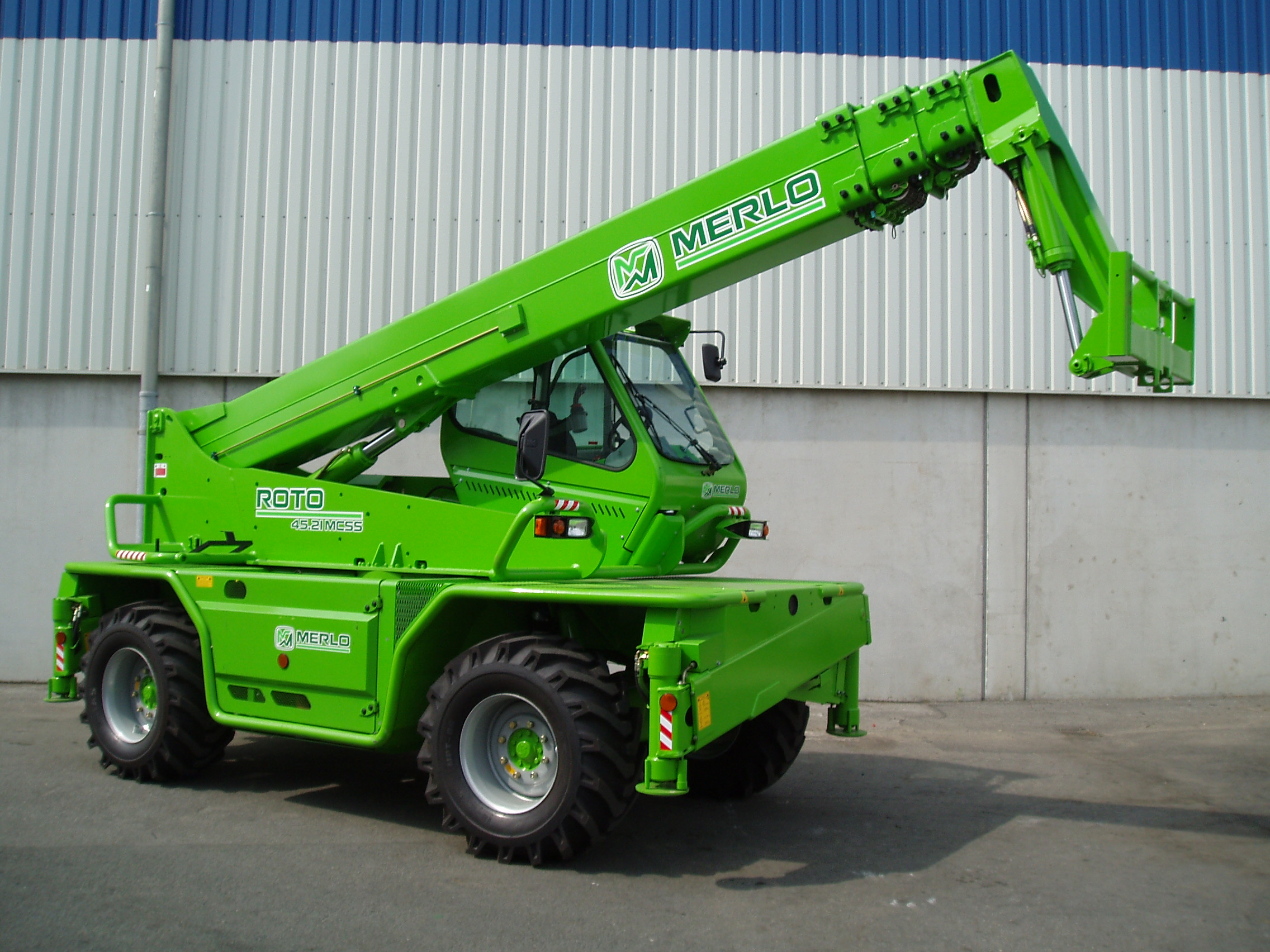
Roterende verreiker

Bij een conventionele verreiker bevindt de dieselmotor zich meestal rechts op het chassis. De cabine daarentegen is links op het chassis gemonteerd. Daartussen bevindt zich de telescooparm. Dit is niet per se de opbouw van verreikers met een roterende bovenwagen, ook wel roterende verreiker genoemd. Bij dit type verreikers bevindt de motor zich doorgaans tussen de wielen onder een draaikrans. Bovenop de draaikrans bevindt zich de cabine en de telescopische arm. Lifthoogtes van meer dan 30 meter zijn bij dit type verreikers dan niet uitgesloten. Om de operator een beter zicht te geven op het materiaal dat hoog in de lucht via het aanbouwonderdeel wordt verplaatst, kan de cabine bij sommige verreikers naar achter gekanteld worden. Een verreiker met een roterende bovenwagen is vaak uitgerust met telescopisch uitschuifbare stabilisatoren. Deze steunen verminderen het gevaar op omkantelen wanneer zware lasten op grote afstanden moeten worden verplaatst. Verreikers met een roterende bovenwagen worden voornamelijk gebruikt in de bouwsector of voor industriële toepassingen. 

## Galerij

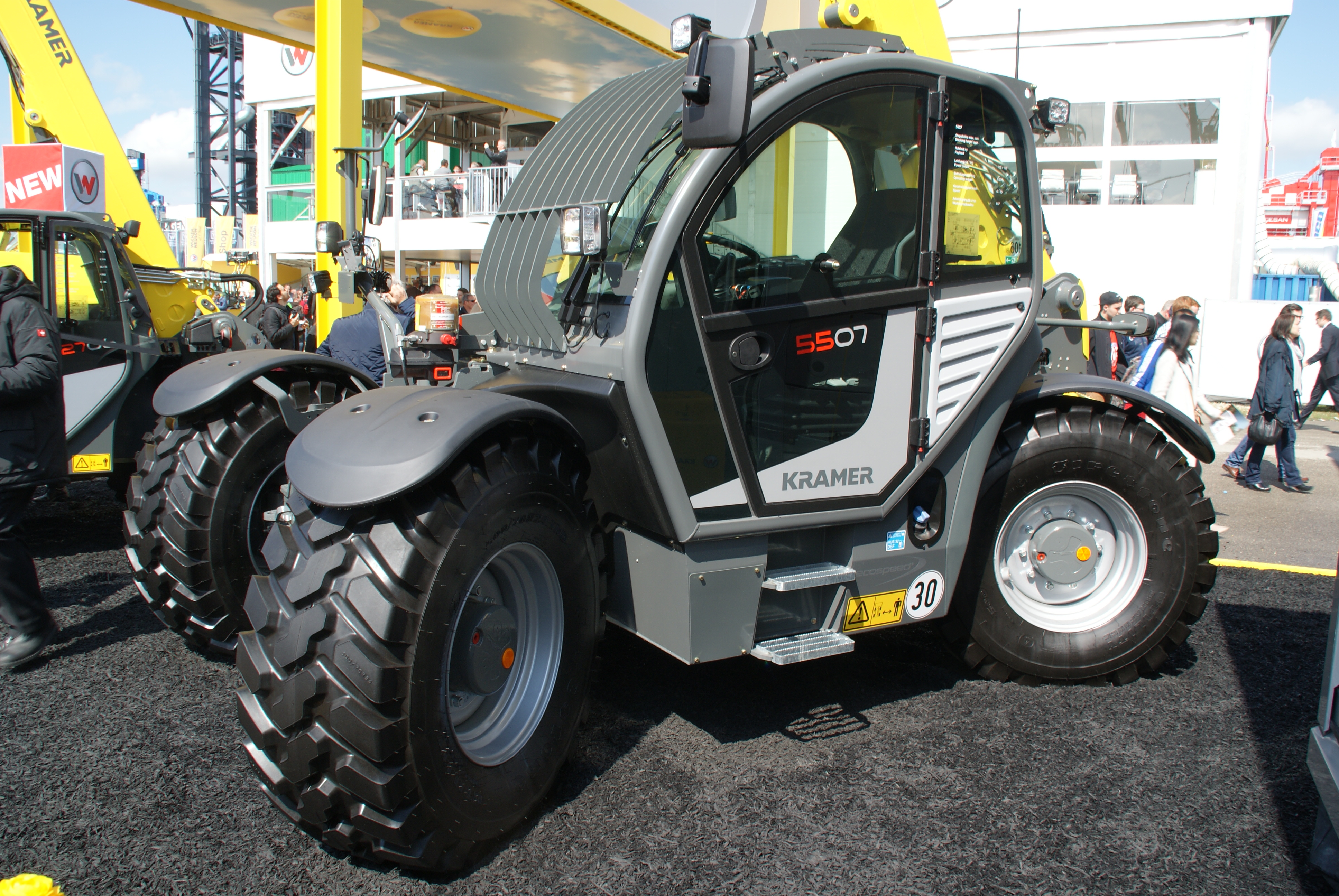
Verreiker met gesynchroniseerde besturing
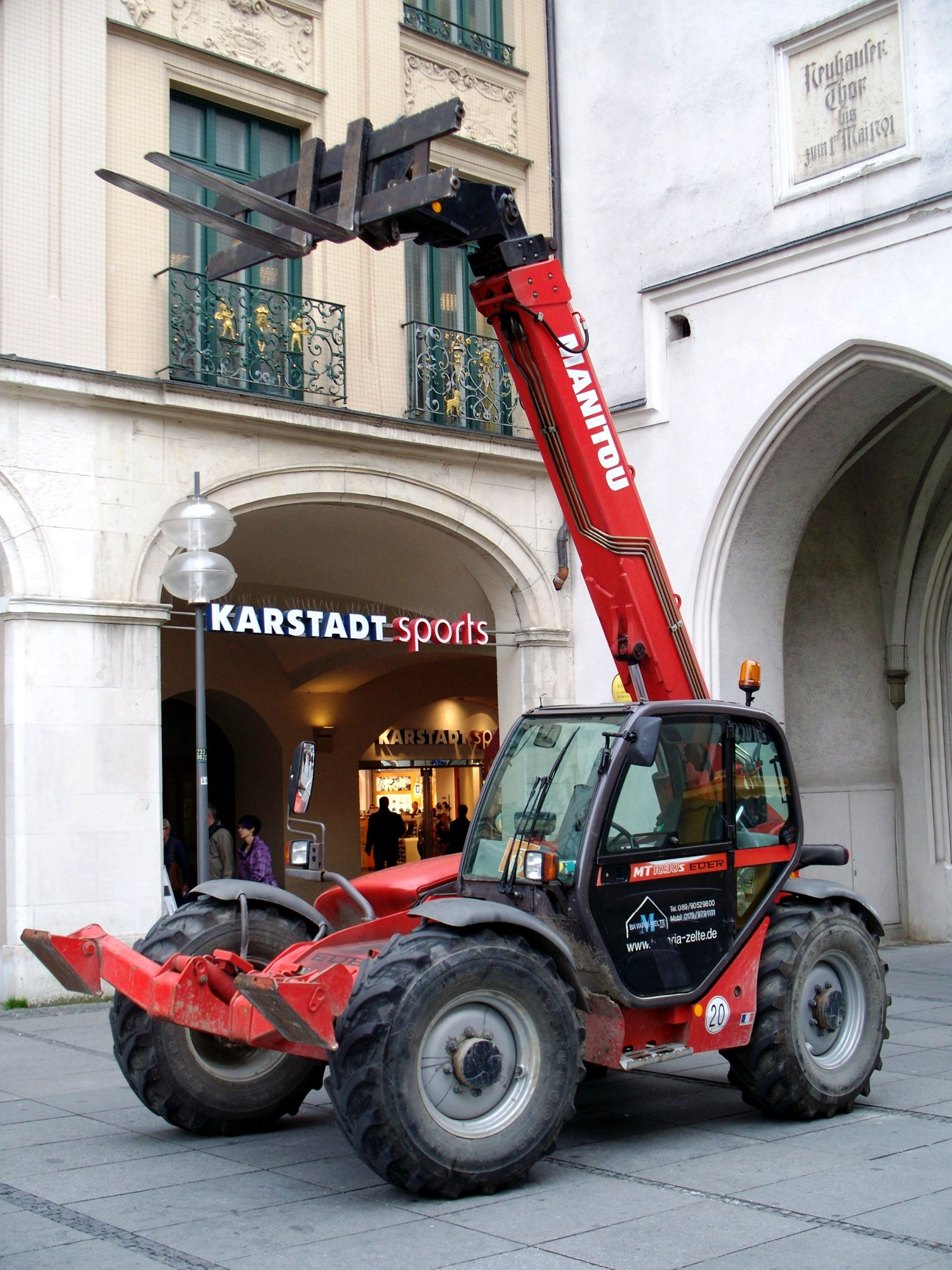
Verreiker met vorkenbord als aanbouwdeel
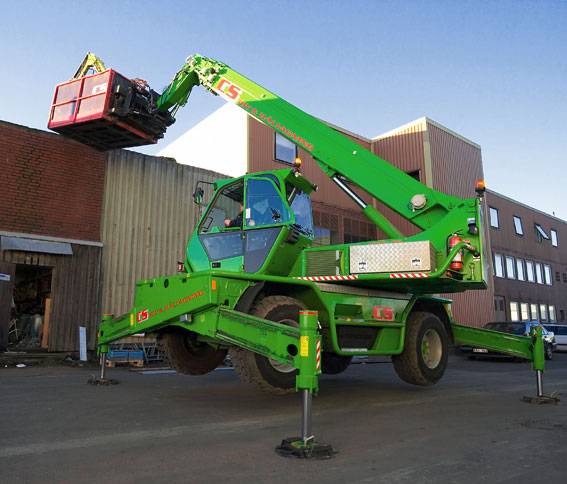
Roterende verreiker met uitgeschoven stabilisatoren
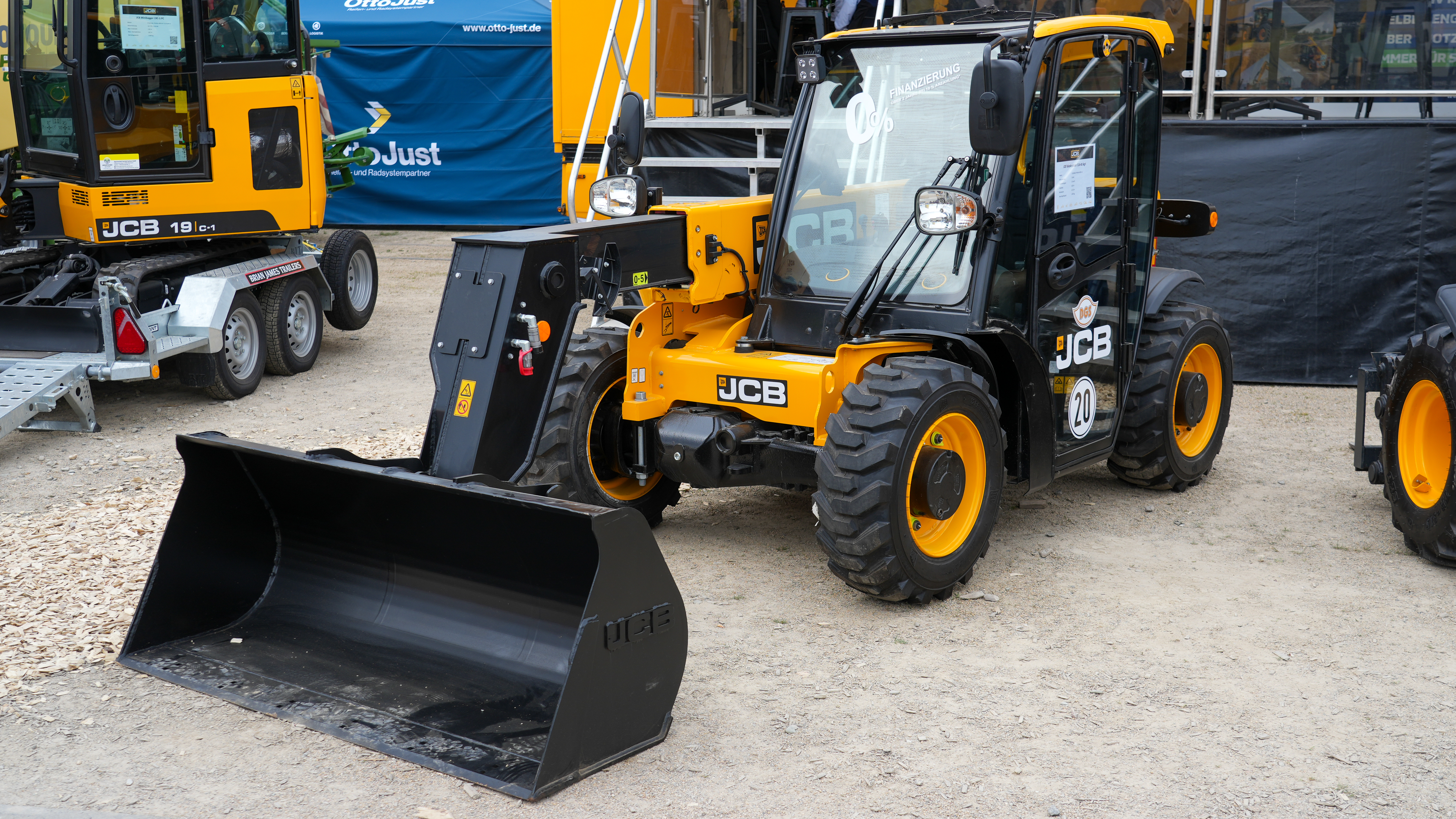
Verreiker met grondbak als aanbouwdeel
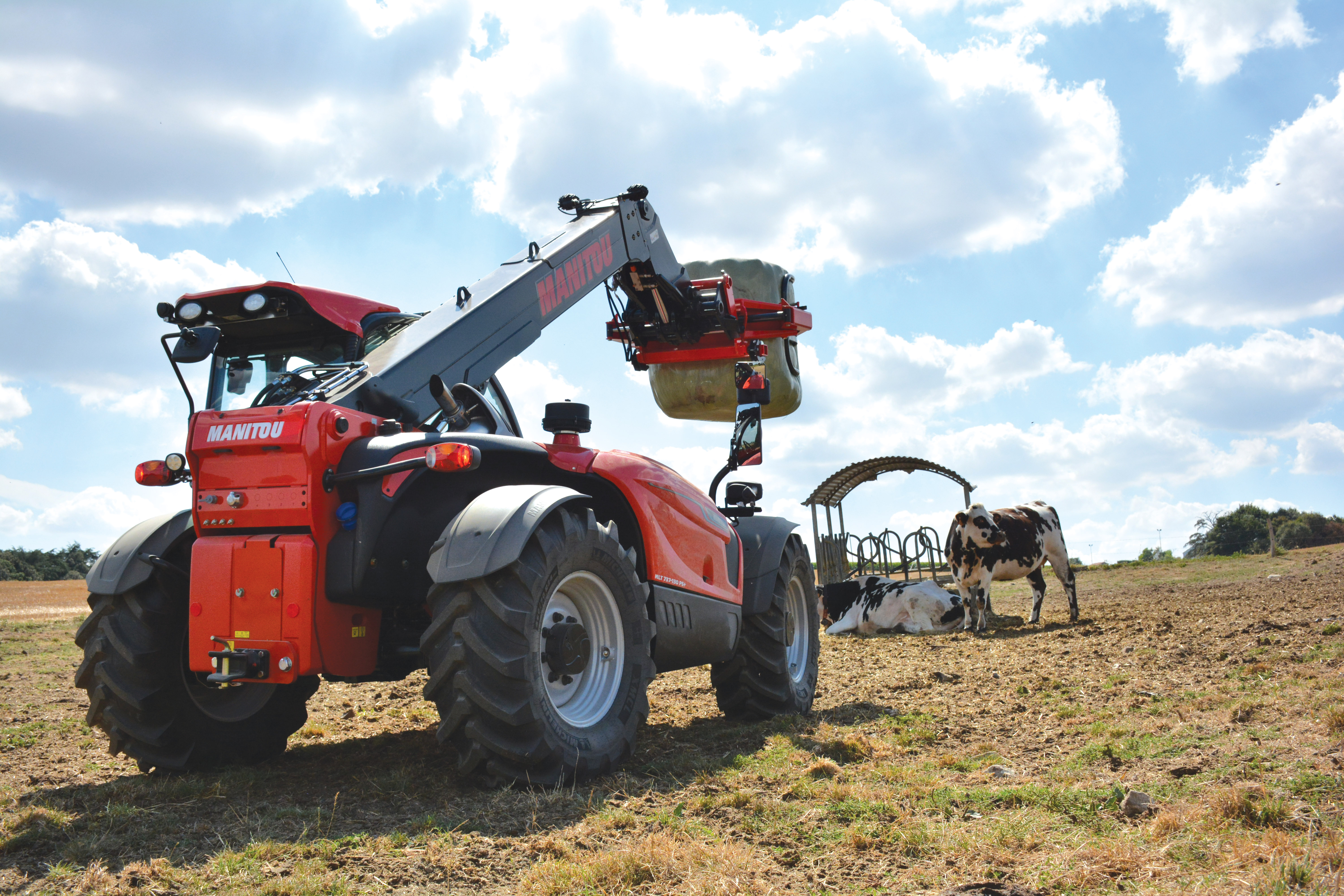
Verreiker met rondebalenklem als aanbouwdeel
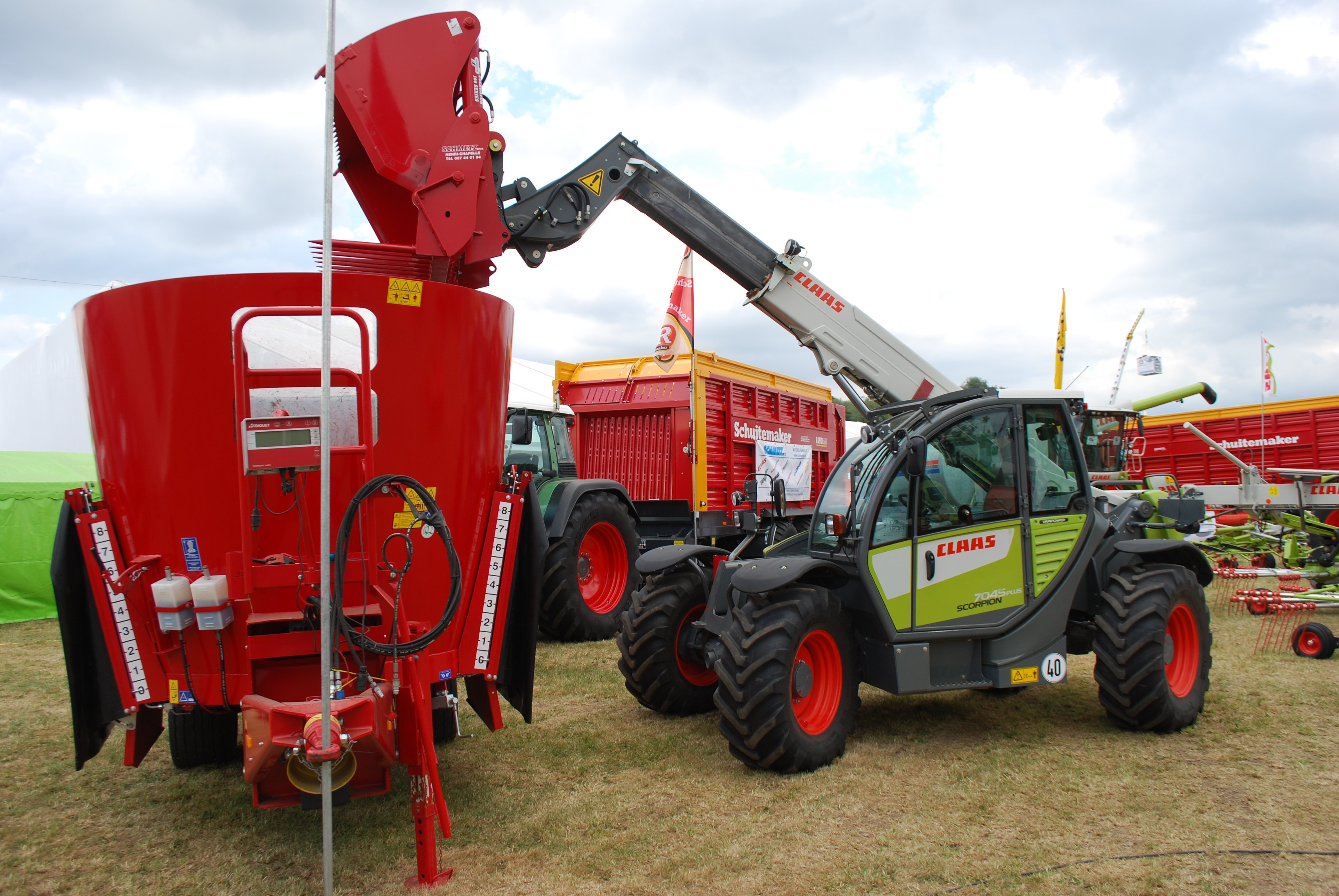
Verreiker met kuilhapper als aanbouwdeel
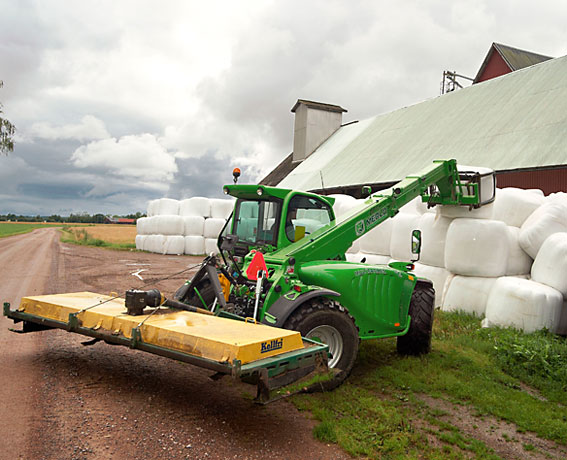
Verreiker met driepuntsophanging

## Referentie
1. ↑  (en) Editor, Pettibone celebrates 75 years of the Cary-Lift. Equipment Journal (28 juni 2024). Geraadpleegd op 4 december 2024.
2. ↑  Pettibone, Pettibone Cary-Lift – 75 Years of Safer Material Handling (4 april 2024). Geraadpleegd op 4 december 2024.
3. ↑  (en) Roth, Posted Michael, Pettibone Celebrates 50th Anniversary of First Extendo Telehandler. Rental Equipment Register (27 januari 2020). Geraadpleegd op 4 december 2024.
4. ↑  Pettibone, Pettibone Celebrates 50th Anniversary of First Extendo Telehandler (28 januari 2020). Geraadpleegd op 4 december 2024.
5. ↑  (en) Telescopic handlers: Part 2. Feature article written by Forkliftaction News. Forkliftaction (23 februari 2005). Geraadpleegd op 4 december 2024.
6. ↑  davocano (10 maart 2013). Liner Giraffe telescopic forklift.
7. ↑  Huybrechts, Maarten  (6 mei 2016). JCB-verreiker wordt ook trekker. Boerenbond • Management&Techniek 9  2016
8. ↑  Merlo powered by De Lille. www.merlobenelux.com. Geraadpleegd op 14 november 2024.